# Geschichte der Stadt Ilmenau
Die Geschichte der Stadt Ilmenau umfasst die Entwicklungen auf dem heutigen Gebiet der Stadt Ilmenau in Thüringen von der ersten Besiedlung bis zur Gegenwart.

## Vor der Ersterwähnung
Eine erste Besiedlung der Umgebung hat vermutlich im 6. Jahrhundert durch das Volk der Sorben stattgefunden. Wann Ilmenau gegründet wurde, konnte noch nicht genau nachgewiesen werden. Eine Theorie, die vom Heimatforscher Paul Bleisch 1910 aufgestellt wurde, besagt, dass als erstes eine Siedlung im Osten der Stadt am heutigen Ilmenauer Teichgebiet bestand, die den Namen Sachsenrod trug, um 750 entstanden sein soll und etwa dem heutigen Neuhaus entspricht. In einer zweiten Siedlungswelle, die um 900 vom Kloster Saalfeld aus begonnen wurde, soll dann Ilmenau am Fuße der Sturmheide gegründet worden sein. Gestützt wird diese Vermutung durch eine Erwähnung in einem Saalfelder Klosterverzeichnis von 937, wo von einem Dorfe Ilmena im Westen die Rede ist, allerdings könnte damit auch das nahe gelegene Stadtilm gemeint sein. Überhaupt fällt es schwer Urkunden aus der Zeit vor 1400 eindeutig Ilmenau oder Stadtilm zuzuordnen, da damals beide Orte mit äußerst ähnlichen Namen bezeichnet wurden. Bei Schachtarbeiten unter der Stadtkirche Ende der 1990er Jahre fand man die Überreste eines romanischen Vorgängerbaus aus dem 10. Jahrhundert, womit Bleischs Theorie aus dem Jahr 1910 eine späte Bestätigung fand.

## Mittelalter
Die erste urkundliche Erwähnung ist auf das Jahr 1273 datiert und bezieht sich auf das Recht der Münzprägung im Zusammenhang mit dem Silber- und Kupferbergbau in der Region. Die in Ilmenau befindliche Wasserburg war im 13. Jahrhundert Ausgangspunkt für Raubzüge in die nähere und weitere Umgebung, unter denen insbesondere der Handelstand der Stadt Erfurt zu leiden hatte. König Rudolf I. (HRR), der um 1289 in Erfurt weilte, sagte zu, das „Raubschloß“ zu zerstören. Die Wasserburg wurde daraufhin vollständig zerstört; 29 Straßenräuber wurden festgenommen und in Erfurt enthauptet. 1341 erhielt Ilmenau das Stadtrecht und zählte damals 800 Einwohner. Damaliger Herr von Ilmenau war Graf Günther von Käfernburg, der mit Lorette, geb. Frau von Eppstein verheiratet war. Bedeutsam für die Entscheidung dürfte neben dem örtlichen Bergbau die Tatsache gewesen sein, dass die damalige Handelsstraße Erfurt-Nürnberg den Ort berührte. Im Jahre 1343 verkauften die Grafen von Käfernburg die Stadt an den Grafen von Henneberg. Im Besitz der Stadt waren auch die drei Küchendörfer Unterpörlitz, Oberpörlitz und Roda. In den darauffolgenden Jahrhunderten wechselte die Herrschaft über Ilmenau mehrfach, bis sie wieder an die Henneberger zurückfiel. Die Stadt besaß als Befestigung eine – auf Ruinen der ersten Wasserburg errichtete – Burg (Wasserburg Ilmenau) im Nordosten nahe dem Rathaus sowie einen „Stadtzaun“ (eine niedrige Mauer bzw. eine Palisade) mit 6 Toren: das Obertor (Richtung Roda), das Jüdentor (Richtung Stadtilm), das Mühltor (Richtung Langewiesen), das Endleichtor (Richtung Manebach) sowie die Stadtpforte und die Güldene Pforte im Westen zur Sturmheide. Weder die Burg noch die Stadtbefestigung sind heute noch erhalten. Über die Ilm gab es zwei Brücken; die Tannenbrücke im Westen (Handelsstraße Erfurt–Nürnberg) und die Kienrußbrücke im Osten (Oehrenstöcker Straße). Die heutige Tannenbrücke stammt erst aus den 1960er Jahren, die Kienrußbrücke aus den 1990ern. Nach dem Aussterben der Henneberger im Jahr 1583 wurde Ilmenau dem Herzogtum Sachsen und bei der Erbteilung 1660/61 dem Herzogtum Sachsen-Weimar zugesprochen (ab 1815 Großherzogtum Sachsen-Weimar-Eisenach). Zu Sachsen-Weimar-Eisenach gehörte die Stadt dann bis zum 30. April 1920, am 1. Mai 1920 wurde sie Teil des neugegründeten Landes Thüringen.

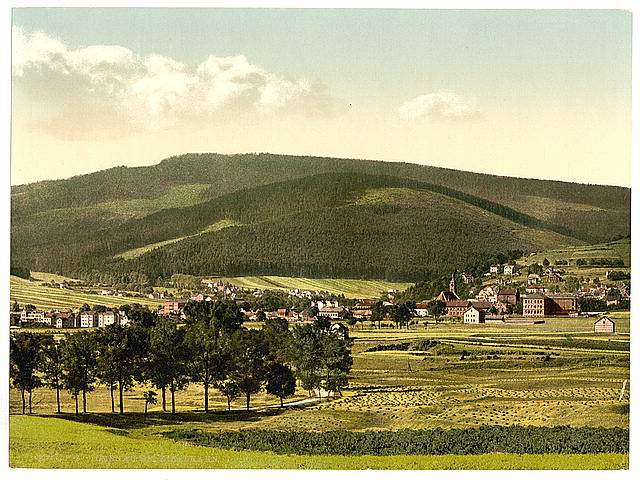
Ilmenau um 1900

## Neuzeit
Ilmenau mit den Ortsteilen Manebach und Unterpörlitz war 1603–1676 von Hexenverfolgung betroffen. 13 Frauen und drei Männer gerieten in Hexenprozesse, drei Frauen starben im Kerker, eine an den Folgen der Folter. Zwei Männer und sechs Frauen wurden hingerichtet, eine mit Landesverweis bestraft.
Wichtiger Wirtschaftsfaktor Ilmenaus war seit langem der Bergbau. Vor allem Silber, Kupfer und Flussspat wurden in der Gegend abgebaut. Zu Anfang des 18. Jahrhunderts betrug die Zahl der Bergleute ca. 500. In der Münze wurden während der gesamten Betriebszeit 40.842 Taler geprägt. Die Mitte des 18. Jahrhunderts brachte aber herbe Rückschläge. Die Rohstoffe versiegten, die sächsische Konkurrenz war erdrückend. 1739 führte ein Wassereinbruch zum Erliegen der Förderung. In den Jahren 1730 bis 1746 wurde in Ilmenau ein Schloss im Stil des Rokoko erbaut. Es befand sich nahe dem heutigen Wetzlarer Platz. Im Jahre 1752 verwüstete ein verheerender Brand die Stadt. Ihm fielen die offiziellen Gebäude und 284 Wohnhäuser zum Opfer. Während die Bevölkerung total verarmte, steckten die Beamten der Stadtverwaltung die kargen Hilfsgelder, die aus Weimar flossen, in die eigene Tasche. Beschwerden wurden von der Herzogin Anna Amalia von Sachsen-Weimar-Eisenach abgewiesen. Die Bürgerschaft wehrte sich unter anderem mit einem Prozess vor dem Reichskammergericht, den sie 1771 gewann. Der Wiederaufbau der Stadt nach dem Brand von 1752 wurde durch den Weimarer Baumeister Gottfried Heinrich Krohne geplant und geleitet.

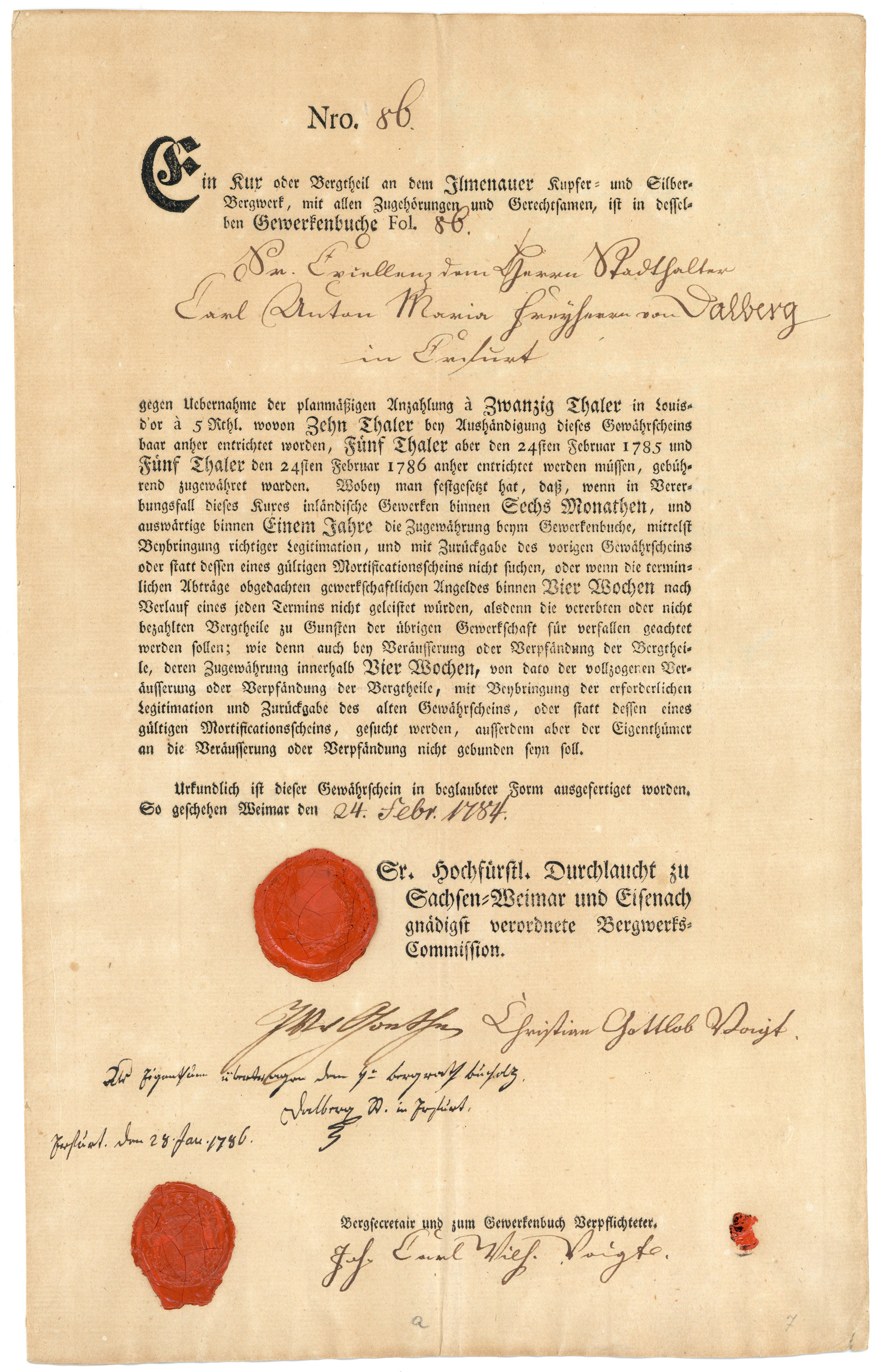
Ein Kux des Ilmenauer Kupfer- und Silber-Bergwerks über 20 „Thaler“, ausgegeben am 24. Februar 1784 in Weimar, im Original unterschrieben von Johann Wolfgang von Goethe, Johann Carl Wilhelm Voigt und Christian Gottlob von Voigt. Eingetragen auf Karl Theodor Freiherr von Dalberg, Statthalter in Erfurt und 1786 übertragen an Bergrat Bucholz.

1776 kam Goethe erstmals in die Stadt. Einige Zeit später wurde er von Herzog Carl August mit der Förderung des Bergbaus beauftragt. Energisch widmete er sich dieser Aufgabe, kümmerte sich aber auch um die Not der Bevölkerung und erreichte nach einer Revision die Verurteilung der korrumpierten Stadtverwaltung. Der Wiederbelebung des Bergbaus war nach einem erneuten Wassereinbruch 1796 kein Glück beschieden, doch förderte Goethe die Glas- und Porzellanherstellung (1777 erste Porzellanmanufaktur), die zu einem wichtigen wirtschaftlichen Bestandteil Ilmenaus wurde. Goethe selbst blieb Ilmenau zeitlebens nicht nur durch seine Amtspflichten, sondern auch durch seine schriftstellerische und naturwissenschaftliche Arbeit sehr verbunden. Seinen 82. Geburtstag, der sein letzter wurde, feierte er in Ilmenau.
| Nominal    | Silber-Feingewicht | Prägezeit | Auflage                                         |
| ---------- | ------------------ | --------- | ----------------------------------------------- |
| 1 Taler    | 25,98 g            | 1693–1703 | 40.842                                          |
| 2/3 Taler  | 12,99 g            | 1691–1694 | mit 1/3 Talern im Gesamtwert von 143.761 Talern |
| 1/3 Taler  | 6,49 g             | 1692–1694 | s. O.                                           |
| 1/2 Taler  | 12,99 g            | 1693–1702 | unbekannt                                       |
| 1/4 Taler  | 6,49 g             | 1693–1702 | unbekannt                                       |
| 2 Groschen | Billon             | 1692      | 1.309.326                                       |
| 3 Pfennige | Billon             | 1692/1693 | 573.500                                         |
| 1 Heller   | Kupfer             | 1693/1694 | unbekannt                                       |

(Quelle: Heftchen zur 4. Bezirksmünzausstellung in Ilmenau 1973)

## Industrialisierung

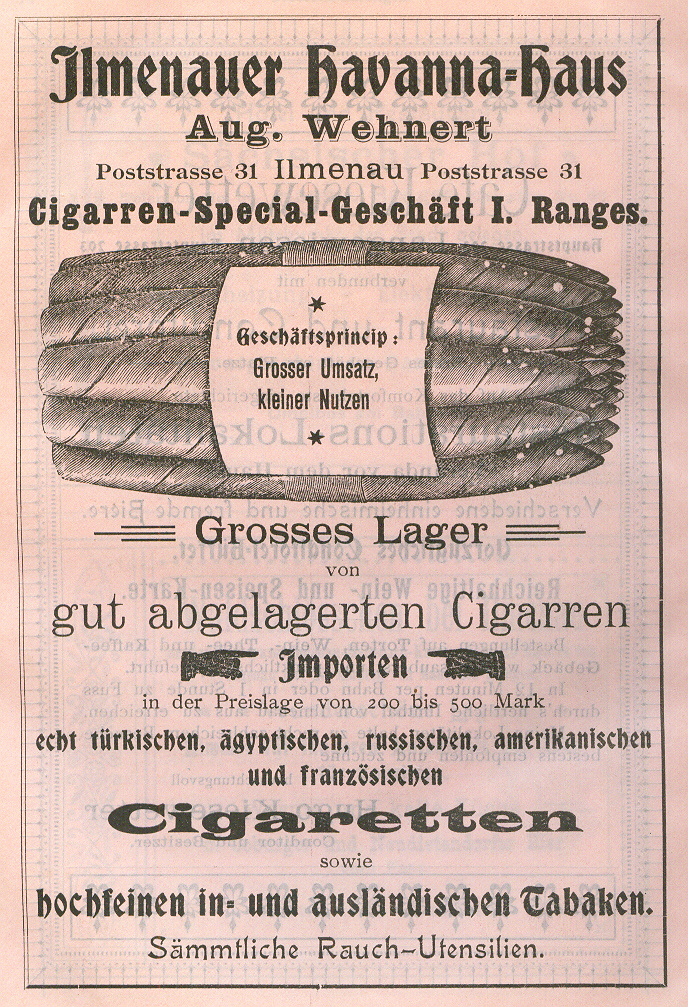
Reklame für das „Ilmenauer Havanna-Haus“, 1901

In der Mitte des 19. Jahrhunderts entwickelte sich Ilmenau zum Luftkur- und Badeort, stand dabei jedoch meist im Schatten des damals bekannteren Friedrichroda. Das endgültige Aus wurde durch einen Brand der Badeanstalten im Jahre 1920 eingeleitet. Die parallel stattfindende Industrialisierung verlief dagegen erfolgreicher: 1852 wurde wieder eine Glashütte angelegt, nachdem die 1. Ilmenauer Glashütte im 17. Jahrhundert bereits eingegangen war. Ab 1864 gab es dann Porzellanmalereibetriebe bis sich im Jahr 1870 der Thermometer- und Glasinstrumentenbau in Ilmenau etablierte. Die 1879 eröffnete Bahnstrecke (Erfurt–)Plaue–Ilmenau förderte diesen Aufschwung sowie die Bevölkerungsentwicklung der Stadt. Die nächste Bahnstrecke wurde 1881 nach Gehren–Großbreitenbach eröffnet. 1904 folgte die Rennsteigbahn nach Schleusingen. 1894 wurde das Thüringische Technikum eröffnet, aus welchem über mehrere Stufen die heutige TU Ilmenau hervorging. Fünf Jahre später wurde die Stadt an das elektrische Stromnetz angeschlossen.

## Zwischen den Weltkriegen
1923 wurde der Landkreis Arnstadt gebildet, zu dem Ilmenau in der Folgezeit gehörte. Im selben Jahr wurde der Grenzhammer eingemeindet. Die Ilmenauer Industrien wurden von der Inflation 1923 und von der Weltwirtschaftskrise im Jahr 1929 hart getroffen. Besonders spitzte sich die Lage 1930 in der Spielwarenindustrie zu. Zahlreiche Fabrikarbeiter verloren ihren Arbeitsplatz. Die Spielwarenindustrie konnte sich von diesem Einbruch nicht mehr erholen.
Im Zuge der fortschreitenden Industrialisierung der Stadt wurde sie in den 1920er-Jahren auch zu einem Zentrum politischer Auseinandersetzungen. So tagte hier um das Pfingstwochenende 1923 herum die Erste Sozialistische Arbeitswoche, die als vorweggenommene Gründungsveranstaltung des Instituts für Sozialforschung in Frankfurt am Main angesehen werden kann. 1925 nahmen auf dem Ilmenauer Marktplatz 3000 Menschen an der Eröffnungsveranstaltung des Kinderheims der Roten Hilfe in Elgersburg teil, dessen Einrichtung der Landrat des Landkreises Arnstadt verhindern wollte. Andererseits begannen zu dieser Zeit hier auch der spätere Gauleiter Thüringens Fritz Sauckel sowie der spätere Ministerpräsident Thüringens Willy Marschler 1923 ihre politischen Karrieren in der von ihnen gegründeten NSDAP-Ortsgruppe. Sauckel studierte in Ilmenau, während Marschler in der Stadt als Gehilfe bei einem Eisenhändler arbeitete. Mit der von Sauckel in Ilmenau herausgegebenen völkischen Kampfzeitung „Der Deutsche Aar“ versuchte er ab 1924, die durch den gescheiterten Hitler-Ludendorff-Putsch von 1923 geschwächte Anhängerschaft der NSDAP zusammenzuhalten.
Nach der Machtübernahme der Nationalsozialisten 1933 wurde in Ilmenau der kommunale Wohnungsbau gefördert. Damals entstanden die Wohnviertel nördlich des Bahnhofes. Es regte sich aber auch politischer Widerstand in der Gruppe um Karl Zink, der deswegen 1940 in der Haftanstalt Plötzensee hingerichtet wurde. Zu DDR-Zeiten wurden eine Straße und eine Schule in Ilmenau nach ihm benannt. Am 1. Mai 1936 wurde in Ilmenau eine Reichsfinanzschule gegründet. Dies erfolgte auf Drängen von Fritz Reinhardt, einem Staatssekretär im Reichsfinanzministerium, der in Ilmenau geboren wurde. Sie bildete zeitweise über 1.200 Schüler aus. Am 29. Februar 1952 wurde die Finanzschule Ilmenau um eine zu starke Konzentration von Hochschulausbildung in Ilmenau zu vermeiden (neben der Finanzschule gab es noch das Technikum und die Glasfachschule) geschlossen. In der Reichspogromnacht 1938 wurde auch die jüdische Betstube in der Ilmenauer Burggasse geplündert und geschändet. Zwei Tora-Schriften wurden auf dem Marktplatz verbrannt. Von den ehemals 100 jüdischen Einwohnern wanderten viele in die USA und nach Brasilien aus. Die letzten 14 Ilmenauer Juden wurden am 10. Mai 1942 in das Getto Bełżyce bei Lublin verschleppt.
Während des Zweiten Weltkrieges mussten 1440 Zwangsarbeiter in verschiedenen Unternehmen der Stadt, aber auch bei der Kommunalverwaltung arbeiten. Auf dem Ilmenauer Friedhof ruhen 78 Opfer der Zwangsarbeit. Fünf Häftlinge aus dem KZ Buchenwald wurden widersinnig auf den Soldatenfriedhof umgebettet und ihre Gedenktafel 1990 mit einer irreführenden Inschrift versehen (fünf unbekannte Soldaten).

## DDR-Zeit

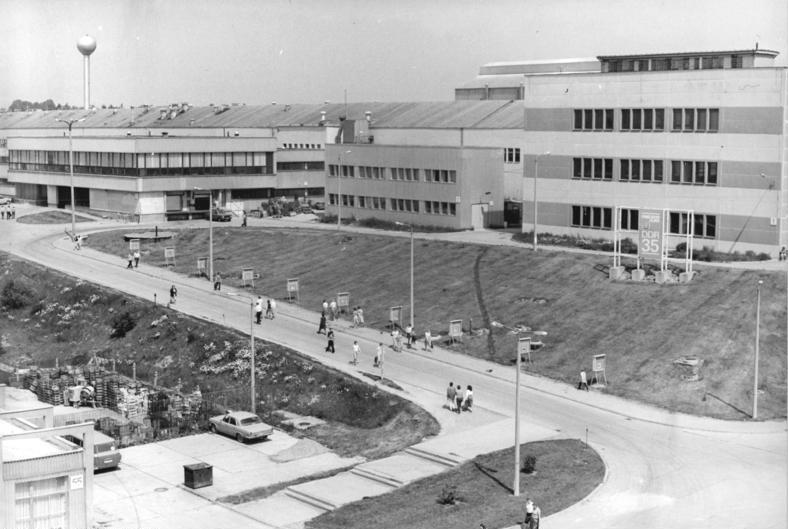
Industriegebiet Vogelherd, 1984

Der Zweite Weltkrieg brachte in Ilmenau keine Zerstörungen, unter anderem weil es keine Luftangriffe auf die Stadt gab. Am 10. April 1945 marschierten die US-amerikanischen Truppen von Ilmenau-Roda kommend über die Sturmheide ein. Die Stadt kapitulierte umgehend, sodass es nicht zu Kampfhandlungen kam. Anfang Juli 1945 wurden die amerikanischen Soldaten entsprechend der Erklärung von Jalta der Siegermächte des Zweiten Weltkriegs abgezogen und Ilmenau wurde Teil der Sowjetischen Besatzungszone, aus der 1949 die DDR hervorging. In den folgenden Jahren gab es auch in Ilmenau Enteignungen und Kollektivierungen, wobei die meisten Industrieunternehmen verstaatlicht wurden.
Der neue Kreis Ilmenau wurde 1952 aus dem südlichen Teil des ehemaligen Landkreises Arnstadt gebildet und Ilmenau wurde Kreisstadt im neugebildeten Bezirk Suhl. Im Jahr 1953 wurde das Thüringische Technikum zur Hochschule erhoben und die Bauarbeiten am neuen Campusgelände auf dem Ehrenberg begannen.
Ab 1973 kam es in Ilmenau zu großen Veränderungen. Hatte die Stadt ihr altes Gesicht bis dahin weitgehend behalten, wurde sie nun umstrukturiert. Den Abrissarbeiten in der Innenstadt fiel auch das Karl-Marx-Denkmal zum Opfer. Das neue Industriegebiet am Vogelherd entstand. Dort wurden die beiden Ilmenauer Großfabriken errichtet: das Glaswerk und das Porzellanwerk, die kleineren Fabriken aus dem 19. Jahrhundert im Stadtkern verschwanden. Da die neuen Werke auch zahlreiche Industriearbeitsplätze schufen, wurde der Bau von zwei Neubaugebieten beschlossen. 1973 begannen die Bauarbeiten am Stollen und 1978 an der Pörlitzer Höhe. Beide Wohngebiete wurden Mitte der 1980er-Jahre fertiggestellt. 1981 wurde das bis dahin selbständige Unterpörlitz eingemeindet.

## Friedliche Revolution und Nachwendezeit

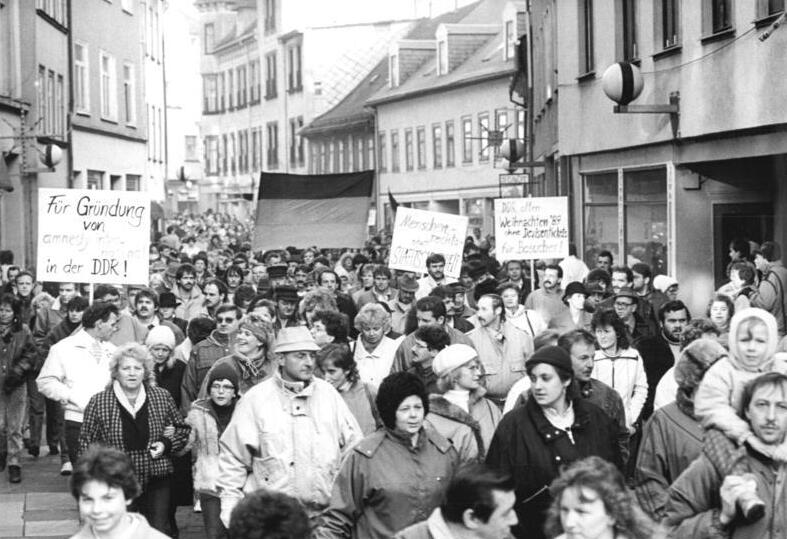
Demonstration am 10. Dezember 1989

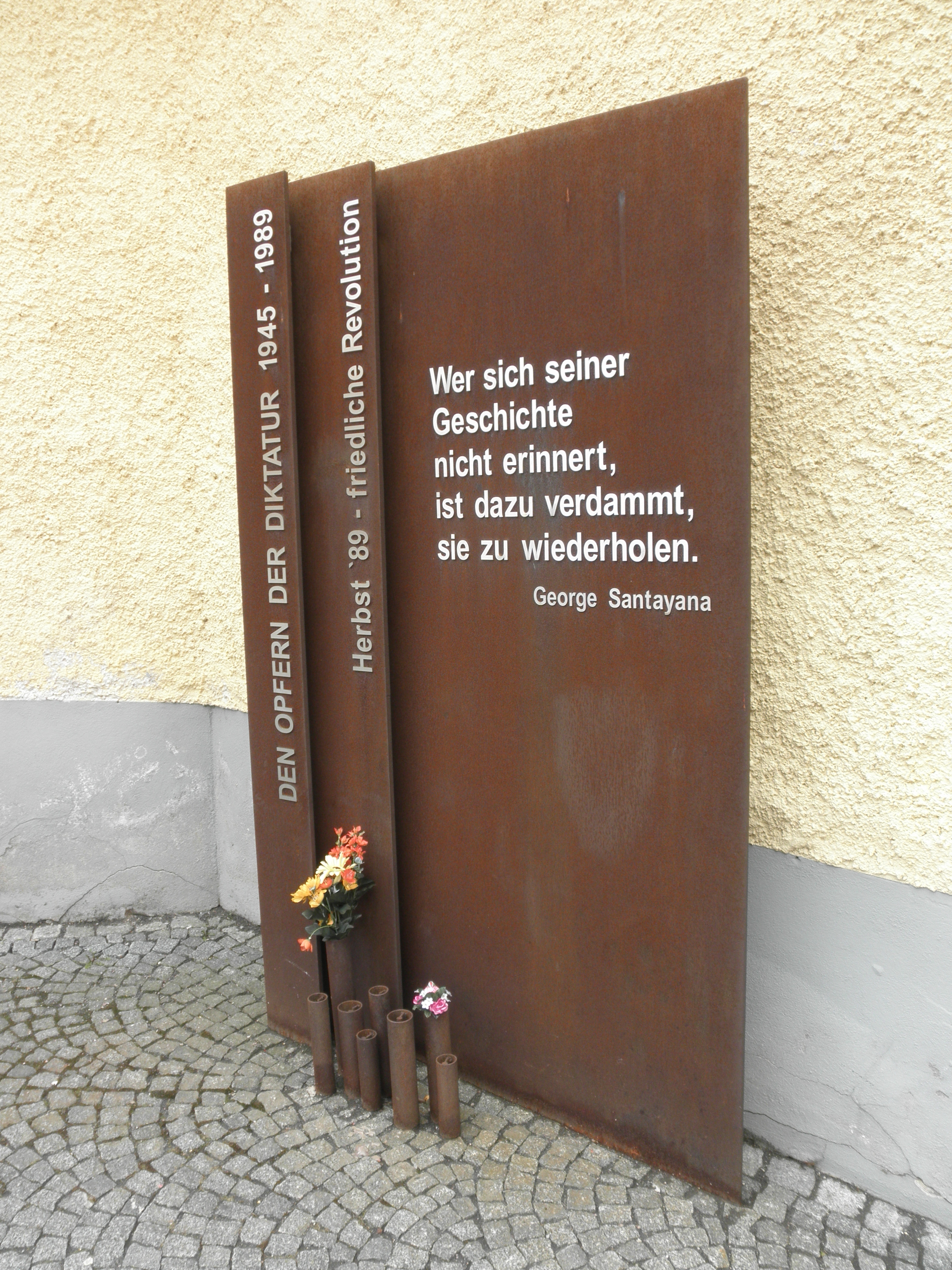
Denkmal für Friedliche Revolution und Opfer 1945–1989

Im Herbst 1989 fanden in Ilmenau die ersten Montagsdemonstrationen statt. Als die innerdeutsche Grenze am 9. November 1989 geöffnet wurde, kam der Verkehr in Ilmenau während der darauffolgenden Woche fast zum Erliegen. Ein Denkmal vor der St.-Jakobus-Kirche erinnert: „Den Opfern der Diktatur 1945-1989. Herbst 1989 – Friedliche Revolution“.
Im Jahr 1993 wurde die Technische Hochschule in eine Technische Universität umgewandelt. In den folgenden Jahren wurde der Campus ausgebaut und die Studentenzahl verdreifachte sich. Zu Beginn der 1990er-Jahre fand in Ilmenau eine große Entlassungswelle statt. Zahlreiche Mitarbeiter aus Glas- und Porzellanwerk wurden arbeitslos. Im Jahr 1994 wurden im Rahmen der Thüringer Kommunalreform die Orte Oberpörlitz, Heyda und Manebach eingemeindet, der Kreis Ilmenau aufgelöst und mit dem Kreis Arnstadt zum Ilm-Kreis vereinigt. 2002 wurde die Produktion im Porzellanwerk endgültig eingestellt.
Bei weiteren Kommunalreformen in den Jahren 2018 und 2019 wurden zum 6. Juli 2018 die Städte Langewiesen (mit Oehrenstock) und Gehren (mit Jesuborn und Möhrenbach) sowie die Gemeinden Pennewitz und Wolfsberg (bestehend aus Bücheloh, Gräfinau-Angstedt und Wümbach) nach Ilmenau eingemeindet. Es folgten zum 1. Januar 2019 die Gemeinden Frauenwald und Stützerbach. Neben der Kernstadt besteht Ilmenau somit aus weiteren 16 Ortsteilen.

## Das Amt Ilmenau

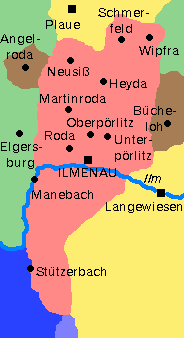
Das Amt Ilmenau

Das Amt Ilmenau bestand von 1661 bis 1920. Es gehörte zum Verwaltungsbezirk Weimar im Großherzogtum Sachsen-Weimar-Eisenach (rot). Das Amtsgebiet war die größte Enklave des Großherzogtums. Es grenzte im Norden und Südosten an Schwarzburg-Sondershausen (gelb), im Westen und Nordosten an Sachsen-Coburg und Gotha (grün), im Süden an das albertinische Herzogtum Sachsen-Zeitz (1661–1718), später Kurfürstentum Sachsen (1718–1815) und seit dem Wiener Kongress 1815 Preußen (dunkelblau) und im Osten und Nordwesten an Schwarzburg-Rudolstadt (braun). Am Dreiherrenstein berührte das Amtsgebiet Sachsen-Meiningen (hellblau). Die Fläche des Amtsgebiets betrug 89,87 km², wovon wiederum 10,81 km² Ilmenauer Stadtgebiet waren. Die Flächennutzung des Amtsgebiets bestand zu 58 % aus Wald, 24 % Felder und 12 % Weideflächen. Zum Amt gehörten neben der Stadt noch die Orte Cammerberg (=Manebach rechts der Ilm), Stützerbach rechts der Lengwitz, Roda, Ober- und Unterpörlitz, Heyda, Martinroda, Wipfra und Neusiß. Vermutlich werden diese neun Amtsdörfer im Ilmenauer Wappen durch die neun grünen Blätter dargestellt.

## Politische Zugehörigkeit der Stadt
| Jahr | Staat/Herrscher                                                     |
| ---- | ------------------------------------------------------------------- |
| 1273 | (erste urkundliche Erwähnung) Kevernburg                            |
| 1343 | Henneberg                                                           |
| 1351 | Schwarzburg                                                         |
| 1420 | Witzleben                                                           |
| 1434 | Henneberg                                                           |
| 1445 | Schwarzburg                                                         |
| 1464 | Henneberg                                                           |
| 1476 | Schaumberg                                                          |
| 1498 | Henneberg                                                           |
| 1583 | Ernestinische Lande                                                 |
| 1660 | Stadt wird gemeinsam von Sachsen-Gotha und Sachsen-Weimar verwaltet |
| 1661 | Sachsen-Weimar (ab 1741 Sachsen-Weimar-Eisenach)                    |
| 1920 | Thüringen                                                           |
| 1952 | Bezirk Suhl                                                         |
| 1990 | Thüringen                                                           |